# Minyanthura pacifica
Minyanthura pacifica là một loài chân đều trong họ Expanathuridae. Loài này được Müller miêu tả khoa học năm 1993.